# Kermo Sikk
Kermo Sikk (* 5. November 1993) ist ein estnischer Biathlet.
Kermo Sikk gab sein internationales Debüt bei den Biathlon-Juniorenweltmeisterschaften 2012 in Kontiolahti, wo er 74. des Einzels, 54. des Sprints sowie der Verfolgung und 18. mit der Staffel wurde. Ein Jahr später wurde er in Obertilliach 64. des Einzels, verpasste als 94. des Sprints die Verfolgung weit und wurde mit Jaan Koolmeister, Jan Treier und Kalev Ermits Neunter mit der Staffel. In Nové Město na Moravě startete Sikk zunächst bei den Juniorenrennen der Biathlon-Europameisterschaften 2014 und wurde 58. des Einzels, 53. des Sprints und 50. der Verfolgung. Für das Staffelrennen wurde er an die Seite von Martin Remmelg, Jan Treier und Jaan Koolmeister in das Männerteam berufen, mit dem er 15. wurde.